# Utahceratop
L'utahceratop (Utahceratops, "cara banyuda de Utah") és un gènere de dinosaure ceratop que va viure al Cretaci superior (Campanià superior) en el que actualment és Utah. Les seves restes fòssils s'han recuperat de la formació de Kaiparowits. Va ser anomenat per Scott D. Sampson, Mark A. Loewen, Andrew A. Farke, Eric M. Roberts, Catherine A. Forster, Joshua A. Smith i Alan L. Titus l'any 2010 i l'espècie tipus és Utahceratops gettyi.